# Records du Sport Lisboa e Benfica
 (octobre 2018).
Si vous disposez d'ouvrages ou d'articles de référence ou si vous connaissez des sites web de qualité traitant du thème abordé ici, merci de compléter l'article en donnant les références utiles à sa vérifiabilité et en les liant à la section « Notes et références ».
Cet article détaille les records du SL Benfica.

## Records individuels
| Record                                                                | Joueur     | Record     | Saison(s) |
| --------------------------------------------------------------------- | ---------- | ---------- | --------- |
| Meilleur buteur en compétition officielle (carrière au Benfica)       | Eusébio    | 727 Buts   | 1960-1975 |
| Meilleur buteur en D1/L1 (carrière au Benfica)                        | Eusébio    | 317 buts   | 1960-1975 |
| Meilleur buteur en coupes d'Europe (carrière au Benfica)              | Eusébio    | 57 Buts    | 1961-1975 |
| Meilleur buteur en compétition officielle (sur une saison au Benfica) | Eusébio    | 50 Buts    |           |
| Meilleur buteur en D1/L1 (sur une saison au Benfica)                  | Eusébio    | 42 buts    | 1967-1968 |
| Meilleur buteur en coupe d'Europe (sur une saison au Benfica)         | José Aguas | 11 buts    | 1960-1961 |
| Matches disputés en compétition officielle (carrière au Benfica)      | Eusébio    | 715 matchs | 1960-1975 |
| Matches disputés en D1/L1 (carrière au Benfica)                       |            |            |           |
| Meilleur passeur en D1/L1 (carrière au Benfica)                       |            |            |           |
| Meilleur passeur en D1/L1 (sur une saison au Benfica)                 |            |            |           |
| Transfert record (achat)                                              |            |            |           |
| Transfert record (vente)                                              |            |            |           |

### Matchs disputés en compétition officielle
| Joueur       | Matches | Saisons   |
| ------------ | ------- | --------- |
| Eusébio      | 715     | 1960-1975 |
| Mario Coluna | 677     | 1952-1972 |

### Buts marqués toutes compétitions officielles confondues
| Matches | Buts | Saisons   |
| ------- | ---- | --------- |
| 715     | 727  | 1960-1975 |

## Records collectifs
| Record                                              | Record                                                                              | Saison(s)                                  |
| --------------------------------------------------- | ----------------------------------------------------------------------------------- | ------------------------------------------ |
| Victoire record en D1 à domicile                    | 13-1 contre Sanjoanense                                                             | 1946-1947                                  |
| Victoire record en Coupes d'Europe à domicile       | 10-0 contre F91 Dudelange                                                           | 1965-1966                                  |
| Victoire record en D1 à l'extérieur                 | 9-0 contre Beira-Mar                                                                | 1966-1967                                  |
| Victoire record en Coupes d'Europe à l'extérieur    | 8-0 contre F91 Dudelange                                                            | 1965-66                                    |
| Défaite record en D1 à domicile                     | 1-4 contre Sporting, 1-4 contre Sporting, 0-3 contre Boavista, 0-3 contre Académica | 1938-1939, 1947-1948, 1998-1999, 2007-2008 |
| Défaite record en Coupes d'Europe à domicile        | 1-5 contre Manchester United                                                        | 1965-1966                                  |
| Défaite record en D1 à l'extérieur                  | 7-1 contre Sporting                                                                 | 1986-1987                                  |
| Défaite record en Coupes d'Europe à l'extérieur     | 7-0 contre Celta Vigo                                                               | 1999-2000                                  |
| nombre de points en une seule saison                | 88 points                                                                           | 2015-2016                                  |
| Matches consécutifs de D1/L1 sans défaite           | inconnu                                                                             | inconnu                                    |
| Victoires consécutives en D1/L1                     | inconnu                                                                             | inconnu                                    |
| Victoires consécutives, toute compétition confondue | 12 décembre 2010 au 24 février 2011 (16 victoires)                                  | 2010-2011                                  |

## Matches mémorables
- 1913 : Benfica 7 - 0 Madrid CF. N'est pas encore connu par le nom royal, du côté espagnol a voyagé au Portugal, après avoir été invité à jouer contre les clubs de Lisbonne. Le 26 janvier, en dépit être l'un des matchs internationaux, Benfica permettrait d'atteindre l'un des plus lourds jamais réalisé la défaite du Real Madrid internationales record historique.
- 1943 : Benfica 12 - 2 FC Porto. Dans la 5e journée du championnat du Portugal de football 1942/43, le FC Porto a subi sa plus grande défaite jamais réalisée dans les championnats. Julinho marqua quatre fois, Manuel da Costa, Teixeira Valadas et deux fois en une heure et Francisco Ferreira. Alfredo a marqué un but contre son camp. À la mi-temps, le score est 4-0. Benfica a finalement remporté le titre à la fin. Le gardien de but du FC Porto en prêt par SC Salgueiros a subi 12 buts en 12 tirs.
- 1946 : Benfica 7 - 2 Sporting Portugal. C'est la plus longue série de défaites consécutives 5 contre le rival historique s'est terminée en beauté, dans le 18e matche de l'année 1945-1946 du championnat portugais. Les deux joueurs du Benfica Arsénio et Mário Rui ont marqué hat-tricks chacun et Rogério a marqué un but. C'était la première fois dans l'histoire o% l'autre équipe a marqué plus de cinq buts contre les autres.
- 1950 : Benfica 2 - 1 Girondins de Bordeaux. Briser un titre sans précédent quatre années 1949-50 en remportant le championnat de ligue nationale, le club a joué à la récente Coupe latine, qui s'est tenue au Portugal, dans le stade national. Mieux que la Lazio Rome en demi-finale, Benfica a rencontré les champions de France, Bordeaux, dans le jeu final. Le résultat final 3-3 après les prolongations les deux équipes obligées de jouer un autre jeu, une semaine plus tard. Le 18 juin 1950, Benfica a gagné 2-1, avec un but de Julinho à la 146e minute, après une cravate en temps régulier. Le jeu a été ajouté 30 minutes de temps supplémentaire prévu, qui ne produisent pas de buts, suivi d'un 10-minute période supplémentaire jusqu'à ce que l'une des équipes a marqué le but gagnant. Avec 266 minutes au total, cela a été facile à l'un des plus longs de finale dans l'histoire du football. Il a été le tout premier succès international de Benfica, ainsi que le football portugais.
- 1952 : FC Porto 2 - 8 Benfica. À l'inauguration de l'ancien Estádio das Antas, le Benfica a humilié l'équipe adverse dans sa nouveau stade. Ce n'était pas un match officiel, mais Benfica, quelques semaines avant avoir perdu le championnat portugais au Sporting, a joué avec sa meilleure équipe et de donner aucune chance à la faible équipe de Porto.
- 1961 : Benfica 3 - 2 FC Barcelone. Pour la première fois, Benfica est parvenu à une finale de la Coupe d'Europe en 1960/1961face au géant et très favori FC Barcelone. Le Barça a été battu par Benfica 3-2 qui devint ainsi le premier club à remporter la Coupe d'Europe en plus du Real Madrid, qui avait remporté les 5 éditions précédentes.
- 1962 : Benfica 5 - 3 Real Madrid. En 1961/1962 Benfica atteint de nouveau la finale de la Coupe d'Europe des clubs champions dans une des finales les plus attendues de tous les temps: La finale est contre les anciens champions 5 fois vainqueur du Real Madrid. Avec d'un côté Eusebio et Alfredo Di Stéfano et de l'autre. Le jeu a été très émotionnel, avec Benfica en provenance de 2-0 et 3-2 pour battre le Real Madrid 5-3 et devenir champions d'Europe pour la deuxième fois d'affilée. Eusebio a marqué 2 buts dans cette victoire historique. Comme deux fois champion d'Europe, Benfica avéré un tel succès n'est pas aléatoire, mais un effort à long terme, mis en place depuis Otto Gloria l'arrivée au club en 1954.
- 1965 : Benfica 5 - 1 Real Madrid. Match pour les quarts de finale de la Coupe des Champions 1964/1965 et la saison de Benfica a démoli les géants d'Espagne, avec Eusebio marquant 2 buts. Il s'agit d'un record de fréquentation, au Portugal, de mille à soixante-dix, un nombre certainement mal quantifié, parce que des sièges supplémentaires ont été montés, la foule de plus en plus vers les chiffres, près de mille 85-90. Malgré les billets chers, il a été dit que s'il y avait suffisamment de sièges à 300 000 personnes, le Stade serait également à guichets fermés. Benfica était au sommet de sa forme en Europe, probablement le meilleur jamais, et à la carrière prometteuse a été une fin heureuse.
- 1965 : Inter Milan 1 - 0 Benfica. La quatrième finale de la Coupe d'Europe en cinq ans, a été une succession d'incidents et de malheur, et la défaite a été considérée comme "une glorieuse" par certains journaux. Le jeu a eu lieu à Milan à San Siro, dans le stade de l'Inter. En outre, il a plu fortement et, dans un domaine brouillé, plus les compétences techniques des joueurs de Benfica ont été conditionnés, en aidant le catenaccio italien dans les côtés. À la 42e minute, le gardien de Benfica Costa Pereira a facilement concédé un but. À la 57e minute, le Benfica a été le gardien de la partie, gravement blessé (il est retourné à Lisbonne dans un fauteuil roulant), qui est remplacé par le défenseur central Germano. Eusebio a également été physiquement vers le bas, et a reçu un traitement spécial avant le match. En dépit de la mauvaise chance, Benfica a dominé de loin la partie. Benfica a concédé le président plus tard, le prix du jeu à des joueurs portugais, ainsi que d'un symbolique trophée pour le club, compte tenu de Benfica le vainqueur moral de cette étrange final.
- 1969 : Ajax Amsterdam 1 - 3 Benfica. Comptant pour le premier tour de la saison 1968/69 de la Coupe des Champions "en quart de finale, Benfica a gagné dans un domaine beaucoup neigé, Johan Cruyff a été battu du côté d'une grande performance. Cette victoire est historique, comme le Benfica a été le premier club en Europe à être capable de vaincre l'équipe d'Amsterdam dans son pays d'origine pour les compétitions de l'UEFA, et a été le seul club européen à réaliser un tel succès pendant une longue période : l'Ajax ne perd pas une autre européenne correspondant à domicile jusqu'à septembre 1981, au premier tour de 1981/82 Coupe des vainqueurs de coupe, quand ils se sont fait battre par l'équipe de Tottenham Hotspur 2-1. Malgré l'importante victoire, Benfica n'a pas obtenu les deux objectifs de profit, la perte par le même score dans le match retour à Lisbonne, et par 0-3 après les prolongations à Paris, dans la décision du match, ne parvient pas à suivre pour les demi-finales pour la sixième fois en neuf ans.
- 1972 : Benfica 5 - 1 Feyenoord Rotterdam. Dans le premier match, le Benfica a perdu 0-1 à Feyenoord, mais dans le retour, Benfica a été capable de gagner 5-1, avec 3 buts marqués au cours des 10 dernières minutes.
- 1972 : Benfica 6 - 0 FC Porto. Match pour les quarts de finale de la Coupe du Portugal. Et il a été l'une des plus grandes victoires de Benfica au FC Porto qui est sur les concurrents.
- 1978 : Benfica 5 - 0 Sporting Portugal. Une très célèbre victoire de Benfica sur le tout-temps rivaux du Sporting. À la mi-temps ils voyait déjà Benfica gagner 5-0.
- 1983 : AS Rome 1 - 2 Benfica. Une magnifique victoire en Italie sur une grande équipe qui est devenue champion d'Italie cette année, et a atteint la finale de coupe des champions de l'année suivante.
- 1986 : Benfica 5 - 0 Sporting Portugal. Match pour les quarts de finale de la Coupe du Portugal et Benfica ont été en mesure de l'égalité de la victoire en championnat en 1978.
- 1988 : Benfica 2 - 0 Steaua Bucarest. Match retour des demi-finales de la Coupe des Champions de la saison 87/88. Avec une étonnante présence de 120 000 personnes, Benfica a gagné 2-0 au Steaua de Gheorghe Hagi et atteint la finale.
- 1990 : Benfica 1 - 0 Olympique de Marseille. Match retour des demi-finales de la Coupe des Champions de la saison 89-90. En France, le Benfica a perdu 1-2 et dans ce jeu, Benfica a marqué le but gagnant, à seulement cinq minutes à la fin, dans un but polémique. Vata marca de sa main, qui n'a pas été repéré par le fonctionnaire.
- 1991 : Arsenal 1 - 3 Benfica. Match pour le 2e tour de la Coupe des Champions. Après un 1-1 à Lisbonne en tirer, l'équipe a appelé de nouveau à Londres après 90 minutes. Cependant, Benfica a été en mesure de marquer 2 buts en prolongation et a éliminé l'équipe anglaise qui est l'un des plus importants de la concurrence en Europe.
- 1994 : Bayer Leverkusen 4 - 4 Benfica. Un des matches les plus émouvants de l'histoire de Benfica. Un total de huit buts à la fin de ce jeu, comme le Benfica a obtenu le passeport pour les demi-finales de la Coupe des vainqueurs de coupe.
- 1994 : Sporting Portugal 3 - 6 Benfica. Dans le match qui a décidé le champion du Portugal de la saison 1993/94, le Benfica a fait l'une des meilleures performances de tous les temps, la victoire dans une manière étonnante, à domicile face à l'un de leurs grands rivaux.
- 2005 : Benfica 2 - 1 Manchester United. Pour la première fois, Benfica a été capable de vaincre les puissants Manchester United, en gagnant le droit de jouer le prochain tour de la Ligue des Champions, et encore plus impressionnante: en laissant Manchester United de compétitions européennes pour la saison.